# Малі Кібечі
Малі Кібе́чі (рос. Малые Кибечи, чув. Ăвăспӳрт Кипеч) — село у складі Канаського району Чувашії, Росія. Адміністративний центр Малокібецького сільського поселення.
Населення — 1105 осіб (2010; 1152 у 2002).
Національний склад:
- чуваші — 98 %